# Pablo II de Serbia
El Patriarca Pablo II de Serbia (idioma serbio: Патријарх Павле, Patrijarh Pavle) (* Kućanci, 1914 – Belgrado, 2009) fue el 44.º Patriarca de la Iglesia ortodoxa serbia, líder espiritual de los serbios ortodoxos del este, desde 1990 hasta su muerte. El nombre completo de su título era Su Santidad el Arzobispo de Peć, Metropolita de Belgrado y Karlovci, Patriarca Serbio Pavle. Fue el más anciano de los líderes vivos de la Iglesia Ortodoxa de Oriente. Debido a su delicado estado de salud, pasó sus últimos años en la Academia Médica Militar en Belgrado, mientras que sus deberes eran cumplidos por el Metropolita Amfilohije.

## Biografía
Pablo –nombre natal: Gojko Stojčević (Гојко Стојчевић)– nació el 11 de septiembre de 1914, en el pueblo de Kućanci, cerca de Donji Miholjac en la actual Croacia. Huérfano de ambos padres en la infancia, creció al lado de una tía. Luego de acabar su estudios escolares, se graduó en un colegio (gymnasium) en Belgrado, estudiando a continuación en el Seminario en Sarajevo. Durante la Segunda Guerra Mundial se refugió en el Monasterio de la Santísima Trinidad en Ovčar, trasladándose posteriormente a Belgrado. Luego de la guerra, trabajó en Belgrado como obrero de construcción, pero debido a su débil salud tomó los hábitos en el Monasterio Blagoveštenje en Ovčar en 1946. Su nombre monástico fue Pavle (castellano Pablo). Consagrado hierodiácono en Blagoveštenje, y luego en el Monasterio de Rača entre 1949 y 1955. En 1954, Pablo fue ordenado al rango de hieromonje. Ese mismo año fue ordenado como protosyncellus, y en 1957 como archimandrita.
Entre 1955 y 1957 Pablo hizo estudios de posgrado en Atenas, Grecia. Después de regresar de Grecia, fue elegido Obispo de Ras y Prizren (lo cual incluye todo Kosovo) en 1957. Ocupó el cargo por 33 años antes de ser elegido Patriarca.
Luego de pasar 33 años en Kosovo, Pablo fue elegido Patriarca de Serbia en 1990, reemplazando al enfermo Patriarca Germán, trasladándose a Belgrado. Fue consagrado como Patriarca en la Catedral de San Miguel en Belgrado el 2 de diciembre de 1990, y en el Monasterio Patriarcado de Peć, el más antiguo cargo de la Iglesia Serbia, el 22 de mayo de 1994. 
Falleció en 15 de noviembre del 2009 en Belgrado.